# Dienstgrade der ungarischen Streitkräfte

Kriegsflagge Ungarns

Die Dienstgrade der ungarischen Streitkräfte kennzeichnen die Angehörigen der Magyar Honvédség.
Heer (ungarisch: Szárazföldi Haderő) und Luftwaffe (Magyar Légierő) haben die gleichen Dienstgrade.

## Heer und Luftwaffe
| Ungarischer Dienstgrad | Abzeichen am Dienstanzug | Abzeichen am Dienstanzug der Donauflottille | Abzeichen am Feldanzug | NATO- Rangcode | Deutsches Äquivalent              | Österreichisches Äquivalent | Schweizer Äquivalent       |
| Offiziere              | Offiziere                | Offiziere                                   | Offiziere              | Offiziere      | Offiziere                         |                             |                            |
| ---------------------- | ------------------------ | ------------------------------------------- | ---------------------- | -------------- | --------------------------------- | --------------------------- | -------------------------- |
| Vezérezredes           |                          |                                             |                        | OF-9           | General oder Generaloberst        | General oder Generaloberst  | General oder Generaloberst |
| Altábornagy            |                          |                                             |                        | OF-8           | Generalleutnant                   | Generalleutnant             | Korpskommandant            |
| Vezérőrnagy            |                          |                                             |                        | OF-7           | Generalmajor                      | Generalmajor                | Divisionär                 |
| Dandártábornok         |                          |                                             |                        | OF-6           | Brigadegeneral                    | Brigadier                   | Brigadier                  |
| Ezredes                |                          |                                             |                        | OF-5           | Oberst                            | Oberst                      | Oberst                     |
| Alezredes              |                          |                                             |                        | OF-4           | Oberstleutnant                    | Oberstleutnant              | Oberstleutnant             |
| Őrnagy                 |                          |                                             |                        | OF-3           | Major                             | Major                       | Major                      |
| Százados               |                          |                                             |                        | OF-2           | Hauptmann                         | Hauptmann                   | Hauptmann                  |
| Főhadnagy              |                          |                                             |                        | OF-1           | Oberleutnant                      | Oberleutnant                | Oberleutnant               |
| Hadnagy                |                          |                                             |                        | OF-1           | Leutnant                          | Leutnant                    | Leutnant                   |
| Unteroffiziere         |                          |                                             |                        |                |                                   |                             |                            |
| Főtörzszászlós         |                          |                                             |                        | OR-9           | Oberstabsfeldwebel                | Offiziersstellvertreter     | Hauptadjutant              |
| Törzszászlós           |                          |                                             |                        | OR-8           | Stabsfeldwebel                    | Oberstabswachtmeister       | Adjutant Unteroffizier     |
| Zászlós                |                          |                                             |                        | OR-8           | Stabsfeldwebel                    | Oberstabswachtmeister       | Adjutant Unteroffizier     |
| Főtörzsőrmester        |                          |                                             |                        | OR-7           | Hauptfeldwebel                    | Stabswachtmeister           | Hauptfeldweibel            |
| Törzsőrmester          |                          |                                             |                        | OR-6           | Oberfeldwebel, Feldwebel          | Oberwachtmeister            | Oberwachtmeister           |
| Őrmester               |                          |                                             |                        | OR-5           | Stabsunteroffizier, Unteroffizier | Wachtmeister                | Wachtmeister               |
| Mannschaften           |                          |                                             |                        |                |                                   |                             |                            |
| Szakaszvezető          |                          |                                             |                        | OR-4           | Stabsgefreiter                    | Zugsführer                  | Korporal                   |
| Tizedes                |                          |                                             |                        | OR-3           | Hauptgefreiter                    | Korporal                    | Obergefreiter              |
| Őrvezető               |                          |                                             |                        | OR-2           | Gefreiter                         | Gefreiter                   | Soldat                     |
| Honvéd                 |                          |                                             |                        | OR-1           | Soldat                            | Rekrut                      | Rekrut                     |